# Ptycholoma erschoffi
Ptycholoma erschoffi is een vlinder uit de familie bladrollers (Tortricidae). De wetenschappelijke naam is voor het eerst geldig gepubliceerd in 1877 door Christoph.
De soort komt voor in Europa.